# L'experiment Filadèlfia
L'experiment Filadèlfia (títol original en anglès The Philadelphia Experiment) és una pel·lícula de ciència-ficció estatunidenca del 1984. Està dirigida per Stewart Raffill i protagonitzat per Michael Paré, Bobby Di Cicco, Kene Holliday i Nancy Allen i està basat en la llegenda urbana de l'Experiment Filadèlfia. L'any 1943, els mariners de la Armada dels Estats Units David Herdeg (Paré) i Jim Parker (Di Cicco) es van avançar en el temps fins a l'any 1984 quan un experiment científic realitzat a bord de l' USS Eldridge pateix un desastre. La pel·lícula segueix els dos homes mentre intenten sobreviure al futur i córrer contra el temps per posar fi a l'experiment que ara amenaça el destí del món sencer. Ha estat doblada al català.

## Trama
El 1943, els mariners de l'Armada dels Estats Units David Herdeg i Jim Parker van servir a bord del destructor d'escorta USS Eldridge, atracat a Filadèlfia. El doctor James Longstreet i el seu equip fan un experiment per fer que la nau sigui invisible al radar, però un mal funcionament fa que la nau desaparegui. Els intents de David i Jim d'aturar l'experiment fracassen i salten per la borda per escapar.
Aterren durant la nit en un petit poble, que també desapareix, deixant-los abandonats en un desert. Sorpresos per l'aparició d'un avió desconegut (un helicòpter), fugen i Jim gairebé és electrocutat per una tanca elèctrica. Finalment, troben el camí cap a un restaurant al costat de la carretera. Una descàrrega d'energia de Jim destrueix dos jocs d'arcades, provocant un altercat amb el propietari. Fugin a l'aparcament, prenen com a ostatge una dona anomenada Allison i l'obliguen a allunyar-los. Confosos pel seu entorn, es sorprenen quan Allison els diu que l'any és el 1984. La policia els rastreja i els deté. Jim, que pateix convulsions cada cop més greus, és hospitalitzat abans de desaparèixer del seu llit de l'hospital en un llampec de llum. Llavors David i Allison evadeixen la policia militar, que ha arribat per detenir David.
En assabentar-se que estan a prop del lloc de naixement de Jim, Santa Paula, Califòrnia, David decideix intentar trobar la seva família. La Pamela, la dona de Jim, que ara és una persona gran, reconeix immediatament en David des de 1943. Diu que l'Eldridge havia reaparegut minuts després de desaparèixer. Jim també havia tornat i havia estat castigat i hospitalitzat després de dir la veritat sobre la seva visita temporal l'any 1984. David descobreix que ell mateix mai no va tornar. David veu un Jim gran fora d'una finestra, però Jim es nega a parlar amb ell. Quan en David i l'Allison se'n van, veuen apropar-se la policia militar i es produeix una persecució a gran velocitat pel ranxo de Jim. Els dos aconsegueixen eludir-los quan el vehicle que els persegueix xoca i crema. De l’incendia, David recupera documents que mencionen Longstreet. En reconèixer que Longstreet havia estat involucrat en l'experiment de Filadèlfia el 1943, David decideix trobar-lo. Mentre passen temps junts, David i Allison s'enamoren.
El 1984, Longstreet va intentar utilitzar les mateixes tecnologies que es van utilitzar en l'experiment Eldridge per crear un escut com a protecció contra un atac de míssils balístics intercontinentals (MBI). Quan es va provar l'equip, la ciutat blindada va desaparèixer a l'"hiperespai". Els científics no són capaços de tancar l'experiment, que ha creat un vòrtex que està arrossegant matèria i provoca un clima extremadament inestable i sever. Longstreet prediu que el vòrtex continuarà expandint-se fins que es consumeixi el món sencer. Els científics envien una sonda al vòrtex i descobreixen Eldridge a l'interior. Teoritzen que els dos experiments s'han relacionat amb els generadors de l'Eldridge que alimenten el vòrtex.
David captura un assistent a la casa de Longstreet i obliga a l'home a portar-los a la base. Longstreet explica la situació a David i li diu que, segons els mariners supervivents de l'Eldridge, el vaixell va tornar a Filadèlfia el 1943 després que David apagués el generador. Longstreet diu que David ha de passar pel vòrtex fins a Eldridge i acabar l'experiment o el vòrtex destruirà la Terra.
David està equipat amb un vestit aïllat elèctricament i es catapulta al vòrtex. Aterra a la coberta de l'Eldridge, on troba membres de la tripulació molt ferits. S'afanya a la sala del generador i destrossa una sèrie de tubs de buits amb una [[destral] d'extinció d'incendis. El generador s'apaga i David busca en Jim. Assegurant-se que Jim està bé, David salta per sobre del costat de la nau i desapareix. L'any 1943, Longstreet i altres veuen reaparèixer el Eldridge a Filadèlfia, revelant membres de la tripulació amb cremades greus, mentre que d'altres s'han fusionat vius al casc del vaixell.
El 1984, la ciutat desapareguda reapareix quan Allison i David es retroben.

## Repartiment
- Michael Paré com a David Herdeg
- Nancy Allen com Allison Hayes
- Eric Christmas com el Dr. Jim Longstreet
  - Miles McNamara com el jove Jim Longstreet
- Bobby Di Cicco com a Jim Parker
  - Ralph Manza com a vell Jim Parker
- Louise Latham com a Pamela
  - Debra Troyer com la jove Pamela
- Stephen Tobolowsky com a Barney
- Kene Holliday com el Major Clark
- Joe Dorsey com el xèrif Bates
- Michael Currie com a Magnussen
- Gary Brockette com a ajudant/Andrews
- James Edgcomb com a oficial Boyer
- Glenn Morshower com a mecànic
- Vaughn Armstrong com a Cowboy

## Producció

### Desenvolupament i redacció
John Carpenter va escriure un esborrany original. El va anomenar una "gran història de gossos peluts. Una merda absoluta, però quina història més gran. Mentre l'estava escrivint, no vaig poder entendre el tercer acte. Un amic va suggerir la venjança de la tripulació contra la gent que va posar allà, però vaig pensar que s'assemblava massa a La boira".
Stewart Raffill diu que quan es va involucrar amb la pel·lícula, el guió s'havia reescrit nou vegades. Va acceptar fer la pel·lícula, subjecte a la següent reescriptura que va pensar que era "terrible". El cap de l'estudi va estar d'acord amb les incorporacions de Raffill al guió, tot i que només faltaven tres setmanes abans del rodatge: "Llavors, em va preguntar si mai havia dictat un guió abans. Li vaig dir que no. Llavors va dir:" Bé, enviaré algú a casa teva, una noia, cada tarda, i només dictaré la història que em vas explicar i omplirà el diàleg i ho farem". I vaig dir: "D'acord". Així que això és el que jo vaig fer".
La fotografia principal va començar el 28 de novembre de 1983. Parts de la pel·lícula es van rodar a Salt Lake City i Wendover (Utah), [ [Denver]], Colorado, Santa Paula (Califòrnia) i Charleston (Carolina del Sud). aleshores exposat a Patriots Point, representava l'USS Eldridge a la pel·lícula. Altres llocs de rodatge inclouen Cooper River Bridge, Charleston Harbour, William Enston Home, Wendover Air Force Base i Bonneville Salt Flats.

## Recepció

### Resposta crítica
A Rotten Tomatoes la pel·lícula té un índex d'aprovació del 50% basat en les ressenyes de 10 crítics.

### Premis i nominacions
- 1985, Nancy Allen fou nominada per l'Academy of Science Fiction, Fantasy and Horror Films al Premi Saturn a la millor actriu.[7]
- 1985, Stewart Raffill va guanyar el premi a la millor pel·lícula al Fantafestival.[8]

## Seqüela i remake
- El 1993 es va estrenar una seqüela anomenada L'experiment Filadèlfia 2, amb un repartiment i un equip diferents.
- El 2012 es va estrenar un redisseny fet per a televisió de la pel·lícula original a SyFy. Michael Paré també apareix en aquesta versió, però en un paper diferent.